# 廣州公車南K1路
广州公交南沙K1路和广州公交南沙K1路支线是由广州公交集团南沙巴士运营的两条公交路线，二者在开通当时均为点对点直达快线，中间不设停车站。

## 南沙K1路
南沙K1路（开通时称中国（广东）自由贸易区南沙快线，2017年10月29日更名为南沙K1路）于2015年1月13日开通，作为南沙新区与广州城区核心区的快速联系通道，连接起蕉门河商业中心与天河商圈，拉近了南沙自贸区与广州中心城区的距离。
- 上行：从蕉门公交总站出发，经进港大道和南沙大道，进入南沙港快速路，在仑头立交驶出高速路，经科韵路、黄埔大道和体育东路，抵达天河公交场总站。
- 下行：从天河公交场总站出发，经猎德大道、江海大道、新滘中路和科韵路，進入南沙港快速路，在细沥立交驶出高速路，经南沙大道和进港大道，抵达蕉门公交总站。

## 南沙K1路支线
南沙K1路支線于2020年9月29日开通，有效缓解了南沙K1路高峰时段人流密集的情况。由于从珠江帝景苑总站步行600米即可在广州塔地铁站接驳APM线，快速到达珠江新城、体育西商圈，因此南沙K1路支線亦减少了部分在珠江帝景一带上班人员的中途换乘时間。
- 上行：从蕉门公交总站出发，经进港大道和南沙大道，进入南沙港快速路，在仑头立交驶出高速路，经科韵路和阅江路，抵达珠江帝景苑总站。
- 下行：从珠江帝景苑总站出发，经猎德大道、江海大道、新滘中路和科韵路，進入南沙港快速路，在细沥立交驶出高速路，经南沙大道和进港大道，抵达蕉门公交总站。